# Muxmäuschenstill X
Muxmäuschenstill X (Eigenschreibweise: Muxmäuschenstillˣ) ist eine deutsche Mockumentary‑Politsatire von und mit Jan Henrik Stahlberg aus dem Jahr 2025.
Zwanzig Jahre nach dem Kultfilm Muxmäuschenstill (2004) erwacht Titelheld Mux aus dem Wachkoma und ruft mit einem »Manifest des Muxismus« eine radikale Umverteilungsbewegung aus.

## Handlung
Nach 20 Jahren Wachkoma trifft Mux (Jan Henrik Stahlberg) auf eine Gesellschaft, die er für moralisch bankrott hält. Gemeinsam mit seinem Pfleger Karsten (Tilman Vellguth) dokumentiert er Handy‑Videos, in denen Wohlhabende gezwungen werden, Vermögen »von oben nach unten« zu verteilen. Der »Muxismus« verbreitet sich online, doch Gewalt und Erpressung eskalieren.

## Produktion und Veröffentlichung
- Realisiert von Mux Filmproduktion und Silva Film; Drehbuch, Regie und Hauptrolle übernahm Jan Henrik Stahlberg.[2]
- Weltpremiere am 2025-01-20 als Eröffnungsfilm der 46. Ausgabe des Filmfestival Max Ophüls Preis in Saarbrücken.[3]
- Deutscher Kinostart am 2025-05-01.[4]

## Rezeption
- Die dpa bezeichnet den Film als »humorvoll, böse, aktuell«.[5]
- Der Stern sieht die Fortsetzung »aktueller denn je«.[6]
- Tagesspiegel: »Loser aller Länder, vereinigt euch!« – eine Abrechnung mit Neoliberalismus und Eliten.[7]
- Telepolis nennt den Film ein »Requiem auf das neoliberale Deutschland«.[8]
- Im RBB‑Interview betont Stahlberg, er wolle »den Finger in die Wunde legen«.[9]

## Auszeichnungen
- Eröffnungsfilm des 46. Filmfestival Max Ophüls Preis (2025).[3]